# (982) Франклина
(982) Франклина (лат. Franklina) — астероид главного пояса. Был открыт 21 мая 1922 года южноафриканским астрономом Гарри Эдвином Вудом в Республиканской обсерватории Йоханнесбурга, ЮАР. Астероид назван в честь британского астронома-любителя Джона Франклина Адамса.

## Орбитальные характеристики
Орбита астероида располагается во внешней части главного пояса и имеет большую полуось 3,0662 а. е., эксцентриситет 0,2345 и наклон относительно эклиптики 13°.

## Физические характеристики
По классификации Толена Филиппа является астероидом редкого класса A, представители которого характеризуются достаточно высоким альбедо и красноватым цветом в видимой части спектра.
На основании кривых блеска, полученных в 2004 году в обсерватории Palmer Divide в Колорадо, определёно изменение блеска, равное 0,05 звёздной величины. Исключительно низкое изменение яркости предполагает близкую к сферической форму астероида и затрудняет определение периода его вращения (не менее 16 часов).
Согласно данным наблюдения инфракрасных спутников IRAS, Akari и WISE астероид имеет диаметр от 31,1 до 33,2 километра, а его поверхность имеет альбедо от 0,18 до 0,21.